# Molorco
 Molorco, nella mitologia greca, era un uomo di umili origini che Eracle incontrò durante le sue dodici fatiche.

## Nella mitologia
Durante una delle tante imprese impostegli da Euristeo, Eracle si ritrovò a Cleone, una città sperduta; l'eroe cercava rifugio e il povero Molorco lo ospitò. Molorco avrebbe voluto fare un sacrificio, anche se aveva poco da offrire vista la sua misera esistenza; Eracle gli consigliò allora di attendere trenta giorni prima di effettuare l'offerta voluta. 
Molorco accettò di pazientare, sperando nel ritorno dell'eroe. 
Eracle riuscì a tornare dall'impresa, la sconfitta del leone di Nemea, proprio al trentesimo giorno quando Molorco aveva ormai perso le speranze di rivederlo in vita.